# ريك جونز
ريك جونز (بالإنجليزية: Rick Jones )‏ (و. 1952 – م) هو سياسي، من الولايات المتحدة الأمريكية، ولد في باتل كريك، هو عضوٌ في الحزب الجمهوري.

## مناصب
تولى منصب عضو مجلس النواب ميشيغان، وعضو مجلس ولاية ميشيغان.

## التعليم
تعلم في جامعة ولاية ميشيغان.